# L'Atelier de Joël Robuchon (New York, 2006-2012)
L'Atelier de Joël Robuchon was een restaurant met op zijn hoogtepunt twee Michelinsterren in het Four Seasons Hotel in New York. De eigenaar van het restaurant was Joël Robuchon. L'Atelier de Joël Robuchon had een open keuken, waardoor men vanuit de eetzaal het eten bereid kon zien worden. Deze open keuken werd omringd door een hoefijzervormige bar met twintig zitplaatsen. Daarnaast waren er nog 26 zitplaatsen aan tafels. L'Atelier de Joël Robuchon ontving zijn eerste Michelinster in 2009 en zijn tweede in 2012. Wegens de sluiting in 2012 verloor het restaurant zijn twee Michelinsterren in de gids van 2013.
In 2004 vroeg Ty Warner, de eigenaar van het Four Seasons Hotel New York, aan Joël Robuchon om er een restaurant te openen wegens de sluiting van het restaurant Fifty Seven Fifty Seven. Robuchon stemde in met het plan en het interieur van L'Atelier de Joël Robuchon werd ontworpen door Pierre-Yves Rochon met hulp van Ieoh Ming Pei, de architect van het Four Seasons Hotel in New York. Het restaurant werd op 9 augustus 2006 geopend en was het vierde restaurant van de keten L'Atelier de Joël Robuchon.
In de zomer van 2008 verdween de mogelijkheid te lunchen bij het restaurant en in de tweede helft van dat jaar werd chef-kok Yosuke Suga vervangen door Xavier Boye. Op 30 juni 2012 werd L'Atelier de Joël Robuchon gesloten. Dat gebeurde enkele maanden nadat in januari 2012 Christophe Bellanca de nieuwe chef-kok was geworden.